# Diazyrydyna
Diazyrydyna – organiczny związek chemiczny należący do związków heterocyklicznych. W skład cząsteczki diazyrydyny wchodzi pierścień, zbudowany z jednego atomu węgla, oraz dwóch atomów azotu, który jest w pierścieniu heteroatomem. Cząsteczka diazyrydyny ma charakter nasycony.
Diazyrydyna może być traktowana jako pochodna hydrazyny. Ze względu na duże kąty pomiędzy wiązaniami, co powoduje odkształcenia pierścienia, diazyrydyna występuje w postaci izomerów cis-trans. Zazwyczaj są one syntetyzowane metodą opracowaną przez E. Schmitza: związek karbonylowy jest traktowany amoniakiem lub odpowiednią pierwszorzędową aminą alifatyczną i odczynnikiem aminującym takim jak kwas hydroksyloamino-O-sulfonowy (HOSA) w warunkach zbliżonych do warunków standardowych. Ostatnim etapem syntezy jest wewnątrzcząsteczkowa cyklizacja aminalu.

## Reakcje
Niepodstawioną diazyrydynę można bezpośrednio utlenić do bardziej stabilnej diazyryny.